# الانخراط الروسي في الحرب الأهلية السورية

روسيا (أخضر) وسوريا (برتقالي)

لقد دعمت روسيا حكومة بشار الأسد المُعترف بها دوليًا منذ بداية الصراع السوري في عام 2011 سياسيًا ومنذ 30 كانون الأول/سبتمبر 2015 أيضا من خلال المشاركة العسكرية المُباشرة؛ وقد مثلت هذه الأخيرة المرة الأولى منذ نهاية الحرب الباردة التي دخلت فيها روسيا نزاعًا مسلحًا خارج حدود الاتحاد السوفيتي السابق.
منذ أكتوبر 2011، قامت روسيا بصفتها عضوا دائما في مجلس الأمن الدولي، بالنقض مرارًا وتِكرارًا لمشاريع القرارات التي ترعاها الدول الغربية في مجلس الأمن الدولي والتي صُمّمت للمطالبة باستقالة الرئيس السوري بشار الأسد وفتح إمكانية لعقوبات الأمم المتحدة ضد حكومته.
ترفض القيادة الروسية المطلب الذي تروج له الدول الغربية وحلفاءها العرب بألا يسمح لبشار الأسد بأن يكون مشاركا في التسوية السورية. وفي كانون الثاني/يناير وشباط/فبراير 2012 رفضَ المجلس الوطني السوري المعارض والقوى الغربية مبادرات السلام الروسية.
في سبتمبر 2015، أذِنَ مجلس الاتحاد ( وهوَ المجلس الأعلى للبرلمان الروسي) للرئيس بوتين بإقحام القوات المسلحة في سوريا. اعترفت روسيا في وقتٍ لاحقٍ بأن الضربات الروسية لم تستهدف فقط داعش، ولكن أيضا جماعات معارضة في تحالف جيش الفتح وجبهة النصرة الفرع السوري لتنظيم القاعدة. بينما ذكرت منظمة العفو الدولية، في أواخر فبراير / شباط 2016، أن الطائرات الحربية الروسية استهدفت أيضاً المدنيين وعمال الإنقاذ أثناء حملات القصف.
طوال فترة التدخل، تعرضت الضربات الجوية الروسية لانتقادات وتم تسليط الضوء عليها بزعم أنها شنت حملة تركز على تدمير المستشفيات والمرافق الطبية، فضلاً عن مقتل عدة آلاف من المدنيين. نتيجة لذلك، فقدت روسيا مقعدها في مجلس حقوق الإنسان التابع للأمم المتحدة في أكتوبر 2016. وجد تقرير صادر عن شركة Airwars أن هناك زيادة بنسبة 34٪ في حوادث إلحاق الضرر بالمدنيين بسبب روسيا خلال الأشهر الستة الأولى من 2018 مقارنة بعام 2017.

## خلفية

### تاريخ العلاقات بين سوريا وروسيا

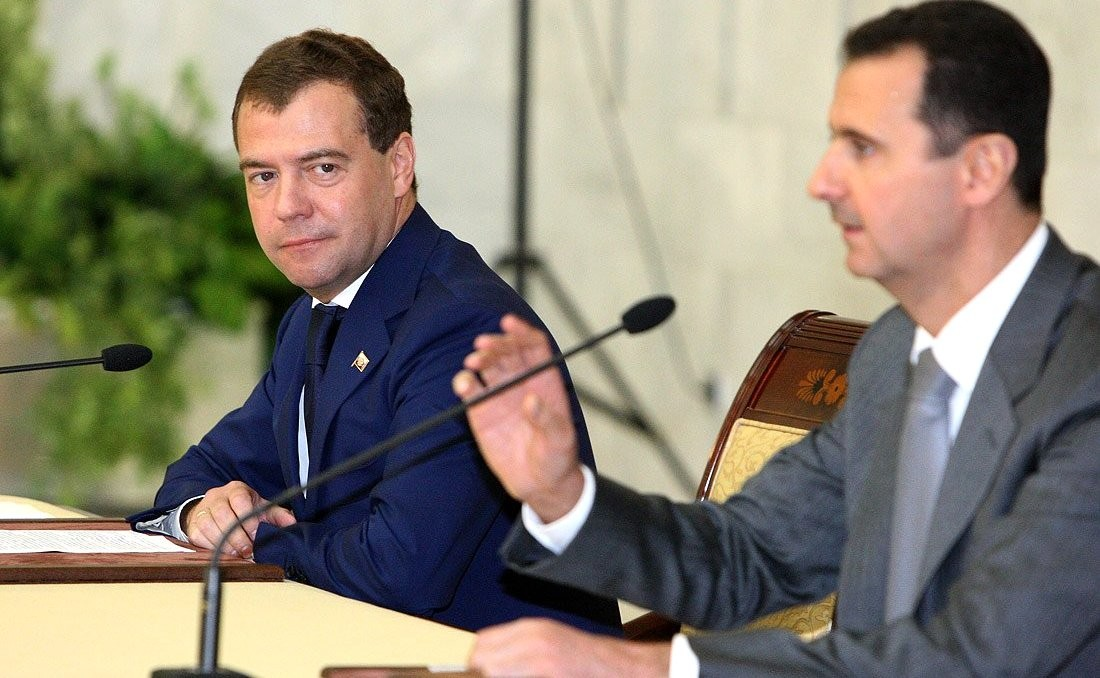
دميتري ميدفيديف في مؤتمر صحفي مشترك مع الرئيس السوري عقب محادثات روسية سورية في مايو 2010

أثناء الحرب الباردة (1947–1991)، كانت سوريا حليفا للاتحاد السوفيتي في معارضة الدول الغربية الكبرى، ونما سند سياسي أقوى. وفي الفترة بين عامي 1955 و1958 ، تلقت سوريا حوالي 294 مليون دولار من الاتحاد السوفيتي للمساعدة العسكرية والاقتصادية. وقد عجلت حرب السويس في عام 1956 بمضاعفة العلاقات بين سوريا والاتحاد السوفيتي، في وقت متزامن مع زيادة قوه ونفوذ حزب البعث السوري.
وقد أتاحت الثورة السورية في فبراير 1966 الفرصة للاتحاد السوفيتي لزيادة دعم سوريا. وفي عام 1971، وبموجب اتفاق مع حكومة الرئيس السوري البعثي حافظ الأسد، سمح للاتحاد السوفيتي بفتح قاعدته العسكرية البحرية في طرطوس، مما أعطى الاتحاد السوفيتي وجودا مستقرا في الشرق الأوسط. درس الآلاف من ضباط الجيش السوري والمهنيين المتعلمين في روسيا خلال فترة حكم الرئيس حافظ الأسد التي دامت ثلاثة عقود (1971–2000).
في أبريل 1977، زار حافظ الأسد موسكو، واجتمع مع القادة السوفيتيين ليونيد بريجنيف و‌أليكسي كوسيغين من بين آخرين، كبادرة تدل على تحسن العلاقات السورية مع الاتحاد السوفيتي. وبعد ثلاث سنوات، في أكتوبر 1980، وقعت سوريا والاتحاد السوفيتي معاهدة للصداقة والتعاون مدتها عشرين عاما.
في بداية الحرب الأهلية السورية (2011)، كانت سوريا واحدة من أقرب حلفاء الشرق الأوسط لروسيا.

### الحرب الأهلية السورية

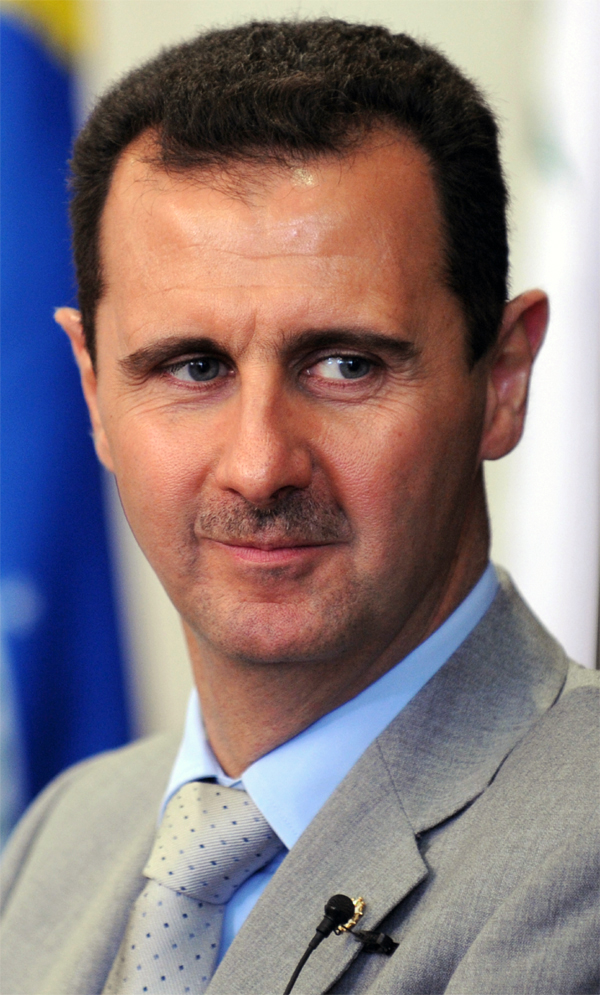
بشار الأسد، الرئيس السوري عام 2000 - 2024

الحرب الأهلية السورية هي نزاع مسلح دولي مستمر في سوريا. وقد بدأت الاضطرابات في أوائل ربيع عام 2011 في سياق احتجاجات الربيع العربي، مع احتجاجات على الصعيد الوطني ضد حكومة الرئيس بشار الأسد، التي استجابت قواتها بحملات قمع عنيفة. وقد أوجدت مرحلة الانتفاضة المدنية منبرا لبروز حركات المعارضة المسلحة والهروب الجماعي من الجيش السوري الذي حول الصراع تدريجيا من انتفاضه مدنية إلى تمرد مسلح، وفي وقت لاحق حربا أهلية. وقد أنشئ الجيش السوري الحر المعارض في 29 يوليو 2011، ومنذ ذلك الحين، اتخذ الكفاح شكل تمرد مسلح، وتم وقف المقاومة المدنية وتحول أعضاء المعارضة إلى الأسلحة. ونشأت فصائل عديدة، إما بوصفها انفصالا عن الجيش السوري الحر أو بشكل عفوي من تلقاء أنفسها.
بحلول عام 2012، أفيد بأن الولايات المتحدة تدير عملية سرية لمساعدة جماعات مسلحة تقاتل حكومه الأسد.
في 6 مارس 2013، أعطت جامعة الدول العربية أعضاءها الضوء الأخضر لتسليح المعارضين السوريين. وفي 26 مارس 2013، اعترفت الجامعة في مؤتمر قمة الجامعة العربية في الدوحة بالائتلاف الوطني لقوى الثورة والمعارضة السورية، بوصفه الممثل الشرعي للشعب السوري.
منذ عام 2014، يستحوذ تنظيم الدولة الإسلامية (داعش) وهو كيان معترف به دوليا كمنظمة إرهابية، على جزء كبير من أراضي سوريا؛ بدأ عدد من البلدان الغربية والبلدان الأخرى، أبرزها الولايات المتحدة، بريطانيا وفرنسا، بالمشاركة في عمل عسكري مباشر ضد داعش في أراضي سوريا.

## الدوافع المُفترَضة

### المنشآت العسكرية
يُعدّ مرفأ طرطوس المنشأة البحرية الروسية الوحيدة في منطقة البحر الأبيض المتوسط والمرفق العسكري الوحيد المتبقي خارج الاتحاد السوفيتي قبل انهياره. بحلول آذار/مارس 2012؛ رأى النقاد أن موقع المنشأة البحرية في طرطوس هو عامل تحفيز رئيسي لروسيا دفعها للتحدث علنًا لصالحِ حكومة الأسد مُقابل حفاظ هذهِ الأخيرة على ذاك المرفأ.

### الجهاديون الروس في سوريا
منذ منتصف عام 2013؛ انضمّ عددٌ من المقاتلين والمتطوعين القادِمينَ من شمال القوقاز لمُختلف الفصائل المُشارِكة في الحرب الأهلية السورية وبخاصّة تلكَ التي ِتُقاتل ضد حكومة بشار الأسد. في هذا السياق ذكرت صحيفة واشنطن بوست في عام 2014 أنّ موسكو تشعر بالقلق إزاء عودة هؤلاء المقاتلين إلى روسيا بعد أن تمكّنت المخابرات الروسيّة من تحديدِ عددٍ منهم في سوريا. اعتبارًا من سبتمبر 2015؛ كانّ هناك ما يقرب من 2500 مواطن روسي يقاتلون إلى جانبِ تنظيم داعش؛ وقد أعلنَ الرئيس بوتين أن عودتهم ستشكل تهديدًا لروسيا؛ وسيكون من الأفضل محاربتهم على أرض سوريا.
بالعودة إلى تقاريرِ وكالة رويترز فقد نشرت هذه الأخيرة في أيار/مايو 2016 تقريرًا خاصًا بعنوان «كيف سمحت روسيا للمتطرفين المحليين بالذهاب والقتال في سوريا» استنادًا إلى روايات من شهود عيان. خلصت الوكالة الإخباريّة إلى أنّه في الفترة ما بين 2012 و2014؛ بدا أن الوكالات الحكومية الروسية تُدير برنامجًا لتسهيل وتشجيع المتطرفين الروس والمقاتلين على مغادرة روسيا والذهاب إلى تركيا ثم إلى سوريا. لقد انضمّ الأشخاص المعنيون في التقرير إلى الجماعات الجهادية بل إن بعضهم ذهبَ للقتال مُباشرة مع داعش. في البداية؛ قادَ أبو عمر الشيشاني أحد كبار قادة داعش مجموعة من عدة مئات من المقاتلين معظمهم من دول الاتحاد السوفيتي السابق وبحلول حزيران/يونيو 2016؛ قدّر نيكولاي بورديوزا أن 10000 متشدد من الدول السوفيتية السابقة كانوا يقاتلون إلى جانب الجماعات الجهادية في الشرق الأوسط بما في ذلك سوريا. في الشهر الموالي؛ تناقلت وسائل الإعلام البريطانية أخبارًا تُفيد بأن داعش أرسل ما لا يقل عن ثلاث كتائب قوقازية مكوّنة من 150 مقاتلًا في كل كتيبة وَيقودها شيشانيون للمُشاركة في الحروب التي خاضها التنظيم على مختلف الجبهات.

### الأهمية الاقتصادية وتاريخ مبيعات الأسلحة
وفقًا لمجلّة الشؤون الخارجية فإنّ سقوط حكومة الأسد وتعويضها بحكومة بديلة سيعني ضياع دولة حليفة للروس تحرصُ على اقتناء أسلحتها ما يدفعُ ببوتين لدعمِ بشار في هذهِ الحالة.

## الخطّ الزمني

### 2011
في نهاية أيار/مايو 2011؛ قالَ وزير الخارجية الروسي سيرغي لافروف «إن روسيا تُعارِض تورط الأمم المتحدة في سوريا لأن الوضع لا يمثل تهديدًا للسلم والأمن الدوليين ... سوريا بلد مهم للغاية في الشرق الأوسط ما يعني أنّ لزعزعة استقرار دمشق تداعيات ستتجاوز حدود البلد.» مؤكدًا على أنّ الأسد قد قام بمحاولات كثيرة للإصلاح. بحلول يونيو/حزيران من نفسِ العام؛ حاولت الولايات المتحدة والحكومات الغربية الأخرى الضغطَ على روسيا لتغيير موقفها؛ فقامَ وفد سوري مناهض للحكومة بزيارة موسكو والتقى بالمبعوث الروسي ميخائيل مارجيلوف الذي قالَ بعد القمّة: «القادة يأتون ويذهبون ... إنّه لمنَ الضروري إنهاء كل أشكال العنف في سوريا». فُسّر حديثه وخاصّة حينما تطرّق لموضوع تغيّر قادة وزعماء الدول على أنّه تحول في الموقف الروسي تجاهَ الأسد الذي كان حليفًا رئيسيًا منذ مدة. حينَها نشرت هيئة الإذاعة الوطنية مقالًا ذكرت فيه: «في حالة ما تغيّر الموقف الروسي فسيكون ذلك ضربة قاسيّة لسوريا التي تعتمد بشدة على المعدات العسكرية الروسية ولديها علاقات طويلة الأمد مع موسكو.»
في 19 تموز/يوليو؛ أكّد رئيس الوزراء الروسي دميتري ميدفيديف على أنه يعملُ مع المستشارة الألمانية أنجيلا ميركل للتوصّلِ إلى توافق في الآراء بشأن إستراتيجية مُعيّنة لإقناع الحكومة السورية بالتخلي عن العنف وبدء حوار بناء مع المحتجين. لوحظَ أنّ ديميتري لم يُهدد باستخدام روسيا لحق النقض (الفيتو) في مجلس الأمن التابع للأمم المتحدة الذي كان ينوي إصدارَ بيانٍ ينتقدُ فيه الحكومة السورية؛ كما قال ميدفيديف إنه لمنَ الضروري ألا تنزلق سوريا إلى حرب أهلية كما حصلَ في ليبيا عام 2011.
خِلالَ حصار حماة؛ أصدرت وزارة الخارجية الروسية بيانًا في الأوّل من أغسطس يُوثق عدد الوفيات في حماة كما أدانت أعمال العنف التي حصلت هناك بما في ذلك قضيّة مقتل ثمانية من رجال الشرطة على أيدي حكومة الأسد. طلبَ البيان أيضًا من القوات الموالية للأسد وما سمّاهم «المتظاهرين العنيفين» بِممارسة أقصى درجات ضبط النفس. بعدَ ذلك بيومين؛ صرّح سفير روسيا لدى الأمم المتحدة فيتالي تشوركين بأن الدولة الروسيّة لن تعارض قرار الأمم المتحدة الذي يدين العنف في سوريا طالما أنه لا يشمل العقوبات أو ما سمّاها «الضغوط الأخرى». في المُقابل؛ ذكرت قناة الجزيرة أن روسيا «خفّفت الضربة» لحكومة الأسد بعدما روّجت بأن الأمم المتحدة ستُدلي ببيانٍ بدلاً من قرار في هذا الشأن. في 23 أغسطس؛ توجه الوفد الروسي إلى الأمم المتحدة إلى جانب وفدي الصين وكوبا لاستنكار تحقيق الأمم المتحدة في انتهاكات حقوق الإنسان من قبل حكومة الأسد. حينها قالَ فيتالي تشوركين: «نأملُ أن نرى تقدمًا ونأمل أن نرى حوارًا قائمًا في سوريا ... نعتقد أنه يجب علينا مواصلة العمل في نطاق هذا الموقف الموحد.»
في السادس والعشرين من أغسطس؛ ذكرت رويترز نقلًا عن مبعوثي الأمم المتحدة أن جهود الولايات المتحدة وفرنسا والمملكة المتحدة وألمانيا والبرتغال لفرض عقوبات على سوريا وُجِهت «بمقاومة شرسة» من روسيا والصين معَ التهديد المُتواصل من قبلِ فيتالي تشوركين باستخدامِ الفيتو. وفقًا لذات الوكالة فإنّ حظر الأسلحة المُتضمّن في العقوبات سيمنع الشركات الروسية (المصدر الرئيسي للأسلحة إلى نظام الأسد) من البيع لسوريا؛ لكن روسيا اقترحت إصدار «قرار منافس ثانٍ» وصفه الدبلوماسيون الغربيون بأنه «بلا أسنان» خاصّة أنهُ لم يتضمن عقوبات أو إجراءات عقابية أخرى بل حثّ سوريا على تسريع عملية إصلاحاتها لا غير.
في الرابع من أكتوبر؛ استخدمت روسيا والصين حق النقض (الفيتو) ضد قرار مجلس الأمن الدولي؛ الذي كان يُطالب بإنهاء جميع أعمال العنف في سوريا ومحاسبة المسؤولين عنها كما كانَ يُدين انتهاكات حقوق الإنسان الجسيمة والمنهجية فضلًا عن دعوتهِ إلى عملية سياسية وتشجيع المعارضة على المشاركة في ذلك. كان القرار سيراجع أيضًا امتثال سوريا لهذهِ المُخرّجات خلال 30 يومًا ومن ثمّ سينظر المجلس في الخيارات المُتاحة للتعامل مع الوضع. وصفت صحيفة نيويورك تايمز ما جرى كإشارة على أنّ فرض عقوبات على دمشق أمرٌ مستبعد بينما قالت روسيا إنها لن تقبل قرارًا يتضمن حتى تلميحًا حولَ العقوبات. جادلت روسيا ودول البريكس الأخرى (البرازيل، الهند، الصين وَجنوب إفريقيا) بأن قرار مجلس الأمن حول ليبيا والذي مكّن حلف شمال الأطلسي من التدخل عسكريًا في الشأن الليبي قد أدى إلى اندلاعٍ حرب وعقدوا العزم على عدم تكرار ذلك. بعد هذا الفيتو؛ قال محلل في مركز تحليل النزاعات في الشرق الأوسط لهيئة الإذاعة البريطانية: «الأسد لديه فرصة أفضل في البقاء والمُقاومة أكثر من المعارضة نفسها وبالتالي فإن موسكو ستراهن عليه ببساطة.»
في الأيام التي تلت رفضهما لقرار مجلس الأمن؛ أصدرت كل من روسيا والصين تحذيرات علنية حولَ المساس بالحكومة السورية مُعربين بشكل منفصل عن رغبتهما في إصلاح الحكومة واحترام إرادة الشعب السوري؛ وقال ميدفيديف في هذا الصدد: «إذا كانت القيادة السورية غير قادرة على إكمال مثل هذه الإصلاحات؛ فسيتعيّنُ عليها أن تذهب لكن هذا القرار يجب ألا يتخذ من قبل حلف شمال الأطلسي وبعض الدول الأوروبية بل يجب أن يتخذه الشعب السوري والحكومة السورية.»
في الأول من نوفمبر؛ قالَ سيرجي لافروف في اجتماع وزاري روسي خليجي إن روسيا ستُعارض الاقتراح الأخير الخاص بحظر الطيران في سوريا مُعللًا ذلك بِما حصلَ في ليبيا حيثُ أكّدَ على أنّ حظر الطيران في طرابلس قد استُخدمَ لدعم جانبٍ واحد في حرب أهلية. ومع ذلك قال لافروف؛ عندما سُئل عمّا إذا كانت روسيا تدعم حكومة الأسد: «نحن لا نحمي أي نظام.» في 15 كانون الأوّل/ديسمبر؛ اقترحت روسيا مشروع قرارٍ في مجلس الأمن الدولي يُدين العنف الممارسَ من قبل جميع الأطراف بما في ذلك الاستخدام غير المناسب للقوة من قِبل السلطات السورية كما نبّهَ مشروع القرار إلى الإمداد غير المشروع بالأسلحة للجماعات المسلحة في سوريا. حاولَ الدبلوماسيون الغربيون في البداية الانطلاق من هذا القرار المُقترح كأساس للمفاوضات؛ خاصّة أنهُ نسخة محدثة من مشروع قرار روسي صيني كانَ قد تم عرضه على مجلس الأمن قبل بضعة أشهر.

### 2012
بحلول نهاية كانون الثاني/يناير 2012؛ كانت القوى الغربية والعربية قد صاغت مقترح قرار يُنافس مشروع القرار الروسي الصادر في 15 ديسمبر والذي – على النقيض من القرار الروسي – لم يُدن العنف الذي ارتكبه كلا الجانبين في الصراع ولم يعارضه كما لم يستبعد التدخل العسكري. أشارت روسيا إلى أنها لن توافق على المشروع العربي الغربي بشكله الحالي؛ وأنها ستواصل الترويج لقرارها الخاص في مجلس الأمن. في الرابع من شباط/فبراير عام 2012؛ اعترضت روسيا والصين على قرار مجلس الأمن الذي تبنتهُ الدول الغربيّة والعربية والذي حث بشار الأسد على الالتزام بخطة السلام التي صاغتها جامعة الدول العربية.
في السابع من شباط/فبراير؛ التقى وزير الخارجية الروسي سيرجي لافروف إلى جانب رئيس الاستخبارات الخارجية ميخائيل فرادكوف بالرئيس الأسد وأبلغ العالم بأن بشار ملتزم بإصلاح الدستور والعملية الانتخابية بالإضافة إلى ذلك؛ قالَ الوفد الروسي إن سوريا وحدها لديها القدرة على تغيير مصير شعبها دون أيّ تدخل أجنبي. في الشهر الموالي؛ عقدَ لافروف مقابلة تلفزيونية قال فيها إن القيادة السورية تجاهلت تحذيرات روسيا وارتكبت «الكثير من الأخطاء» التي ساعدت على جر البلاد إلى حافة الحرب الأهلية.
في 16 نيسان/أبريل؛ التقى نائب وزير الخارجية الروسي ميخائيل بوجدانوف وغيره من الدبلوماسيين الروس مع أعضاء منَ المعارضة السورية وحسن عبد العظيم رئيس هيئة التنسيق الوطنية لقوى التغيير الديمقراطي لمحاولة الوصول لحل فيما يخصّ الأزمة. في المُقابل؛ وحينَما وضع المبعوث الخاص للأمم المتحدة كوفي عنان خطة لإنهاء العنف في سوريا حاولت روسيا أن تلعب دوراً رئيسياً في نتيجة الخطة من خلال الاجتماع مع كل من حكومة الأسد وقوات المعارضة مع استخدام حق النقض ضد عددٍ من الخطط خلال تصويت مجلس الأمن لتحقيق الأهداف المنصوص عليها.
في 20 نيسان/أبريل؛ أعلنَ مجلس الأمن عن اتفاق لتوسيع عدد مراقبي وقف إطلاق النار التابعين للأمم المتحدة في سوريا من 30 إلى 300 كما سمحَ للأمين العام بان كي مون بالبت في قرارِ نشر قوات حفظ السلام. بموجب هذه الخُطّة؛ كان من المفترضِ توقف العنف في سوريا بشكلٍ عام ومُباشرة حكومة الأسد في تنفيذ خطة كوفي عنان المؤلفة من ست نقاط. في الواقع؛ لقد ضمّت هذه الخطة نصين من اقتراحِ روسيا وأعضاء المجلس الأوروبي؛ ثُمّ تمّ في وقتٍ لاحق دمج النصوص وهنا حصلَ «الاختلاف» حيثُ نجحت روسيا والصين في حذفِ الجزء الذي يفرض عقوبات على حكومة الأسد بدعوى عدمِ امتثاله لخطة حفظ السلام. ليس هذا فقط بل إنّ روسيا ضغطت من خِلال طرحها لمسودة لم تتضمن أيّ إقرارٍ بأن وجود قوات حفظ السلام التابعة للأمم المتحدة في سوريا سيعني موافقة الأسد على إعادة الأسلحة الثقيلة والقوات إلى ثكناتها.
سمحَ مجلس الأمن التابع لبعثة الأمم المتحدة للمراقبة في سوريا في 21 نيسان/أبريل بنشرِ ما يصل إلى 300 مراقب غير مسلح في سوريا لمدة تصل إلى 90 يومًا كما دعا إلى تطبيق خطّة سلام عنان. بعد إقرار خطة السلام؛ نقلَ سفير روسيا لدى الأمم المتحدة فيتالي تشوركين دعم روسيا للاتفاق إلى وسائل الإعلام في حين أعربت دول أخرى عن إحباطها من العملية وعدم إحراز تقدم في إنهاء العنف حتى الآن. في الوقتِ ذاته نشرت صحيفة بلومبرغ مقالًا ذكرت فيه أنه على الرغم من أن روسيا حاولت الإبقاء على صورتها كصانعة سلام في هذا الصراع؛ إلّا أن الدبلوماسيون الروس قد انتقدوا مرارًا وتِكرارًا إدانة الأسد من قبل الدول الغربية بل إن روسيا نفسها قد اتهمت الغرب والدول الحليفة له بتخريبِ وقف إطلاق النار الذي توسطت فيه روسيا من قبل.
في أعقاب مجزرة الحولة (أيار/مايو 2012)؛ قالَ وزير الخارجية الروسي سيرجي لافروف «إن الحكومة تتحمل المسؤولية الرئيسية عما يجري ... أي حكومة في أي بلد تتحمل مسؤولية أمن مواطنيها.» لقد كان رد فعل روسيا بمثابة إدانة للحكومة السورية؛ ومع ذلك فقد تداركَ لافروف الموقف حينما ألقى باللومِ على الثوار في عمليات القتل مشيرًا إلى أن بعض الضحايا قد قُتلوا من مسافة قريبة في منطقة يسيطر عليها مقاتلو المعارضة. مع تكثيف الحديث عن تدخل الأمم المتحدة؛ شدّد رئيس لجنة الشؤون الخارجية في الحكومة الروسية على موقف روسيا المتمثل بالأساس في تفادي إدانة دمشق وقال: «لدينا شكوك قوية جدًا في أن الأشخاص الذينَ أطلقوا النار على المواطنين لم يكونوا منَ القوات الموالية للرئيس الأسد ... من المحتمل أن يكون القصفُ من مسؤولية الحكومة لكنّ إطلاق النار والطعنات بالسكين كان بلا شك من الجانب الآخر.»
اتهمت روسيا في يونيو/حزيران من العام نفسهِ دولة الولايات المتحدة بوضع معايير مزدوجة خاصّة بعد بيعِ الأمريكان لأسلحة متطوّرة للبحرين وانتقادها في الوقت نفسه لروسيا بسببِ دعمها الرئيس السوري الأسد بالأسلحة؛ كما شعرت روسيا بأن الولايات المتحدة تتصرف بنفاق من خلال ضغطها على الروس لوقفِ بيع الأسلحة للحكومة السورية بينما كانت تُواصل القوات الأمريكيّة تزويد الثوار في سوريا بالأسلحة عبر تركيا. ترى روسيا أنّ مُساعَدة الولايات المتحدة للمعارضة السورية بشكل غير مباشر يعني تقويضًا للأمن القومي الروسي وقد علّقت هيئة الإذاعة البريطانية على الموضوع بالقولِ أن روسيا تتوقع حدوث نتيجة واحدة فقط من نتيجتين في الحرب الأهلية السورية: إما أن يبقى الأسد في السلطة ويضمنَ نفوذها القوي في منطقة الشرق الأوسط أو يسقطَ مُقابلَ صعود من سمّتهم بـ «الإسلاميون المتطرفون» مما يشكل «تهديدًا إرهابيًا» لروسيا.

### 2013
في 11 حزيران/يونيو 2013 أقرّ الرئيس فلاديمير بوتين بأن الرئيس الأسد لم يقم بأي إصلاح ما تسبّبَ في وصول سوريا إلى الوضعِ الحالي؛ وتابع في تصريحٍ له خصّ بهِ وسائل الإعلام الحكومية الروسية: «كان ينبغي على الحكومة السورية أن تقوم ببعض الإصلاحات حينما يحينُ الوقت المناسب! لو فعلوا ذلك؛ فإن ما نراه اليوم في سوريا ما كان ليحدث أبداً.» في الأسبوع الأخير من نفس الشهر قالَ نائب وزير الخارجية الروسي أنه تم إخلاء قاعدة بحرية روسية صغيرة في طرطوس فيما قالَ ميخائيل بوجدانوف: «ستُعلن وزارة الدفاع الروسية عن أيّ جديد ... ليس للقاعدة أي أهمية عسكرية استراتيجية.» في التاسع من سبتمبر واستجابةً لتهديدات الولايات المتحدة بشن ضربات ضد سوريا ردًا على استخدام الأسلحة الكيميائية؛ طرحَ وزير الخارجية الروسي سيرجي لافروف اقتراحًا يقضي بوضعِ سوريا لأسلحتها الكيميائية تحت المراقبة الدولية ومن ثمّ تدميرها لاحقا. بعد ذلك بثلاثة أيامٍ؛ نشرت صحيفة نيويورك تايمز على افتتاحيتها نصًا مُقتضبًا لفلاديمير بوتين يحث فيهِ الولايات المتحدة على تجنب العمل العسكري الأحادي الجانب ويدعوها إلى التعاون للخروج بحلٍ للنزاع في سوريا.

### 2015
في 15 سبتمبر 2015 وخِلالَ اجتماع لمنظمة معاهدة الأمن الجماعي في دوشنبه بقيادة روسيا؛ دعَا بوتين إلى بذل جهد دولي موحد في سوريا لمحاربة تهديد داعش لكنه قال أيضًا إن الرئيس السوري الأسد جاهز لإدماج المعارضة في إدارة الدولة. في 27 سبتمبر وخِلال مقابلة له في برنامج 60 دقيقة معَ محطّة سي بي إس؛ قال بوتين مُجددًا: «يوجد أكثر من 2000 مقاتل إرهابي من روسيا والجمهوريات السوفيتية السابقة في أراضي سوريا. هناك تهديد في حالة ما عادوا إلينا؛ لذا بدلاً من انتظار عودتهم نحنُ نساعد الرئيس الأسد في محاربتهم.» في اليوم الموالي؛ وخِلال اجتماعٍ للجمعيّة العامة؛ بدا الرئيس بوتين في حواره وكأنه يحمّل نفسه جزءًا على الأقل من مسؤولية الحرب الأهلية السورية فقال:
ثمّ دعا مرة أخرى إلى التعاون مع الحكومة السورية في محاربة الإرهاب قائلًا: «يجب أن نعترف بأنه لا أحد باستثناء الأسد وميليشياته يقاتلون داعش حقًا في سوريا.»
في الأول من أكتوبر رفضَ الرئيس فلاديمير بوتين تقارير إعلامية مجهولة عن وقوع إصابات مزعومة بين المدنيين بسبب الغارات الجوية الروسية في سوريا واعتبرها حربًا إعلامية ضد روسيا موضحًا أن المزاعم قد بدأت قبل أن تقلع الطائرات المستخدمة في الغارات الجوية أصلًا. ناشدَ بوتين في 12 أكتوبر التدخل بقيادة الولايات المتحدة في
سوريا للانضمام إلى التدخل العسكري الروسي مُسلطًا في الوقتِ ذاته الضوء على ما سمّاهُ «مشروعية تدخل روسيا» بناءً على طلب سوريا كمَا تساءلَ عما إذا كان التدخل الأمريكي مُفيدًا في هذه الحالة وانتقدَ برنامج البنتاغون الذي كان يعملُ على تمويل وتدريب الثوار قائِلًا: «كان على البنتاغون أن يتعاونَ معنا فنحنُ على الأقل أكثر فعالية في مكافحة الإرهاب الدولي.» عاودَ بوتين في اليوم الموالي انتقادَ تدخل الأمريكان في سوريا وشدّد على نقطة إرسالهم أسلحة إلى مناطق متوترة كما لفتَ الانتباه إلى احتماليّة وقوع تلكَ الأسلحة في «الأيدي الخطأ». ليس هذا فقط؛ بل انتقدَ فلاديمير بوتين القرار الأمريكي بعدم مشاركة روسيا المعلومات المتعلقة بأهداف داعش المحتملة؛ مضيفًا أنه لا يبدو أن الجانب الأمريكي لديه فهم واضح لما يحدث بالفعل في البلاد والأهداف التي يسعون لتحقيقها. في منتصف أكتوبر؛ وصف رئيس الوزراء الروسي دميتري ميدفيديف رفض دخول الحكومة الأمريكية في حوار مع روسيا بشأنِ التعاون في سوريا «بالسلوك السخيف» ثمّ أضاف: «نتيجةً لهذه القرارات وإلغاء المحادثات؛ أظهرَ الأمريكيون ضعفهم ... روسيا لا تزال منفتحة على مناقشة أي قضايا.»

## مبادرات السلام الروسية
في 30 كانون الثاني/يناير 2012؛ اقترحت وزارة الخارجية الروسية إجراء محادثات غير رسمية في موسكو بين النظام السوري والمعارضة وقالت إن السلطات السورية قد وافقت بالفعل على العرض الروسي فيمَا قال عبد الباسط سيدا عضو اللجنة التنفيذية للمجلس الوطني السوري لوكالة رويترز إن المجلس الوطني السوري لم يتلق أي دعوة رسمية لمثل هذه المحادثات لكنه سيرفض إذا وصلت من أحدٍ ما ووضّح: «موقفنا لم يتغير وهو عدم المُشاركة في أيّ حوار معَ بشار الأسد.»
وفقًا لمارتي أهتيساري الذي أجرى مناقشات حول سوريا مع الأعضاء الخمسة الدائمين في مجلس الأمن التابع للأمم المتحدة في شباط/فبراير 2012؛ فإنّ الخُطّة الروسية قد تضمّنت ثلاث نقاط قدمها سفيرها فيتالي تشوركين بما في ذلك نقطة تُجبر الأسد عن التنازل عن السلطة شريطة حضور الحكومة السورية والمعارضة إلى طاولة المفاوضات لكنّ الولايات المتحدة وبريطانيا وفرنسا قد رفضوها لاعتقادهم في ذلك الوقت أن نظام الأسد كان على وشك السقوط.
في السابع من نوفمبر 2013؛ أعلنت روسيا مرة أخرى أنها تحاول التوسط في محادثات في موسكو بين الحكومة السورية والمعارضة في الوقتِ الذي تحدثت فيهِ بعضُ وسائل الإعلام عن فشل الاتفاق بينَ الأمريكيين والروس على ما إذا كان ينبغي إجبار الأسد على الخروج من منصبه أم لا. في السياق ذاته؛ تفادَى نائب وزير الخارجية الروسي بوجدانوف الحديث عن هذهِ النقطة مُكتفيًا بالقولِ إن محادثات موسكو ستُركّز على المشاكل الإنسانية وكذلك على بعض القضايا السياسية دون مزيدٍ من التوضيحات. في نهاية أكتوبر 2015؛ وبمبادرة من روسيا نفسها تلقت إيران لأول مرة دعوة للمشاركة في محادثات السلام السورية في فيينا.
في 22 شباط/فبراير 2016؛ أعلنَ وزيرا خارجية روسيا والولايات المتحدة من ميونيخ قائِمة المشاركين في محادثات فيينا للسلام؛ كمَا أكّد الثنائي على أنهما قد أبرما اتفاقًا للسعي إلى وقف الأعمال العدائية على الصعيد الوطني في سوريا. في اليومِ المُوالي؛ افتتحت وزارة الدفاع الروسية مركز المصالحة الذي اتخذَ من قاعدة حميميم مقرًا له ووُصفَ بالخطوة التي تم اتخاذها وفقًا للترتيبات بين روسيا والولايات المتحدة.

### محاولات التعاون مع الولايات المتحدة والمملكة المتحدة

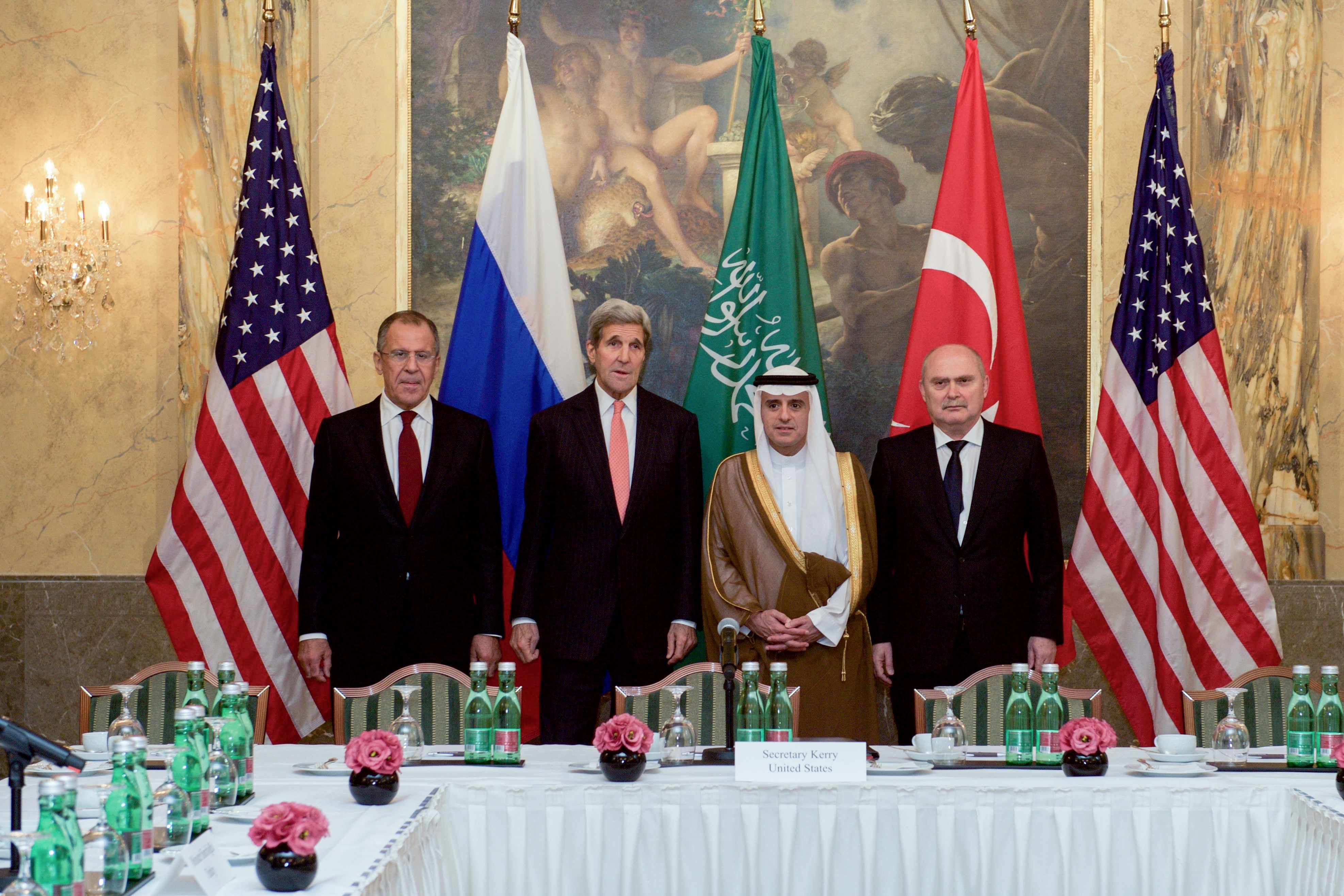
وزراء خارجية الولايات المتحدة وروسيا وتركيا والمملكة العربية السعودية في فيينا قبل مناقشة الوضع السوري في 29 أكتوبر 2015

اقترحَ بوتين منتصف أكتوبر 2015 بأن تستقبل الولايات المتحدة وفدًا روسيًا رفيعَ المستوى مُقابلَ وصول وفد أمريكي إلى موسكو لمناقشة العمل المنسق ضد الإرهاب في سوريا لكنّ واشنطن رفضت هذا الطلب، وبالمثلِ فعلت المملكة المتحدة.

## الدعم العسكري

### المساعدات العسكرية قبل التدخل
منذُ المراحل الأولى للنزاع السوري؛ قامت روسيا بموجب العقود الموقعة مِن قبل بتسليم الذخيرة والأسلحة للحكومة السورية. في أوائل عام 2012؛ قُدّر أن روسيا تستفيدُ من مليار ونصف المليار دولار بموجب عقود الأسلحة الموقّعة مع الحكومة السورية ما يُمثّل حوالي 10% من مبيعات الأسلحة العالمية لروسيا. لقد أثارت مبيعات الأسلحة للحكومة السورية انتقادات من جانب الدول الغربية وكذلك بعض الدول العربية؛ إلا أنّ الحكومة الروسية رفضت كل هذهِ الانتقادات مشيرةً في الوقتِ ذاته إلى أن مبيعات الأسلحة إلى سوريا لم تنتهك أي حظر دائم للأسلحة. في الأول من حزيران/يونيو 2012 وبعدَ وقت قصير من مجزرة الحولة؛ ألقت وزارة الخارجية الروسية باللومِ في المذبحة التي قُتل فيها 108 شخصًا على المساعدات الأجنبية التي حصلَ عليها من تصفهم «بالمتمردين والمُرتزقة».
إلى جانب توفير طائرات حربية مروحية من طراز ميل مي-24؛ نقلت روسيا إلى سوريا نظام الدفاع الجوي نظام صواريخ بوك ونظام الصواريخ الدفاعية الساحلية باستيون ومدرب الطائرات القِتاليّة النفاثة ياكوفليف ياك-130؛ كما عملت على تزويد النظام بالوقود كلما احتاجهُ. من جهة أخرى فإنّ هناك عددٌ غير مُحدّد من المستشارين العسكريين الذين يقومون بتعليمِ الجنود السوريين كيفية استخدام الأسلحة الروسية. لقد أكد رئيس الخدمة الفيدرالية الروسية للتعاون العسكري التقني أن المروحيات الهجومية ميل مي-25 التي تم إصلاحها جاهزة للتسليم في الوقت المحدد؛ مضيفًا أن «سوريا هي صديقنا ونحنُ نفي بجميع التزاماتنا تجاه أصدقائنا.» في المُقابل؛ انتقدت منظمة العفو الدولية الحكومة الروسيّة بسببِ أفعالها هذهِ وقالت: «من غير المقبول من أيّ دولة تزويد الحكومة السورية بمروحيات هجومية – أو تصليحها أو تطويرها – لأن الحكومة السورية قد أظهرت تجاهلًا متعمدًا للإنسانية.» فيمَا حذرت هيومن رايتس ووتش شركة تجارة الأسلحة المملوكة للدولة الروسية روسوبورون إكسبورت في رسالة أنه «بموجبِ القانون الدولي فإنّّ تقديم أسلحة إلى الحكومة السورية التي ارتكبت جرائم ضدّ الإنسانية قد تُترجم إلى المساعدة في ارتكاب تلك الجرائم» داعيةً بذلك الحكومات والشركات في جميع أنحاء العالم لوقف توقيع عقود جديدة والنظر في تعليق المعاملات الحالية مع الشركة الروسية.
في أيار/مايو 2013 سافرَ رئيس الوزراء الإسرائيلي بنيامين نتانياهو إلى موسكو في محاولة منه لإقناع الرئيس الروسي فلاديمير بوتين بعدمِ بيع بطاريات صواريخ أرض - أرض إس-300 و144 صاروخًا إلى حكومة الأسد. جديرٌ بالذكرِ أنه في حالة ما حصلَت الحكومة السوريّة على نظام الدفاع الجوي بعيد المدى فستكونُ قفزة نوعية في نظامها الدفاعي باعتبارِ أنها ستكونُ قادِرة على اعتراض/إسقاط الطائرات المقاتلة وصواريخ كروز. بالعودة إلى قضيّة التسلح الروسي لسوريا؛ فإن النظام السوري قد استخدمَ طائرات هليكوبتر من طراز ميل مي-17 وميل مي-8 كان قد حصل عليهم من روسيا لتنفيذ هجمات بالبراميل المتفجرة في حمص وفي محافظات أو مناطق أخرى؛ ووفقًا لما ذكره مسؤول الاستخبارات الأمريكية السابق جيفري وايت فمن المرجح أن توفر روسيا قطع غيار مثل المحركات والدوارات وما إلى ذلك.
في كانون الثاني/يناير 2014؛ انتشرت عدّة صور تُظهر قيام عمال من شركة روسية بإصلاح وتطويرِ طائرات سوخوي سو-24 التي تمّ تحديدُ انتمائها إلى الأسطول السوري. بحلول عام 2015؛ أكد الأسد في مقابلة أن روسيا تمد سوريا بالأسلحة على أساس العقود الموقعة قبل وبعد بداية النزاع؛ ونفس الأمر بالنسبة لتدريب الضباط السوريين وأفراد الدفاع الجوي في موسكو.

### التدخل العَسكري والغارات الجوية

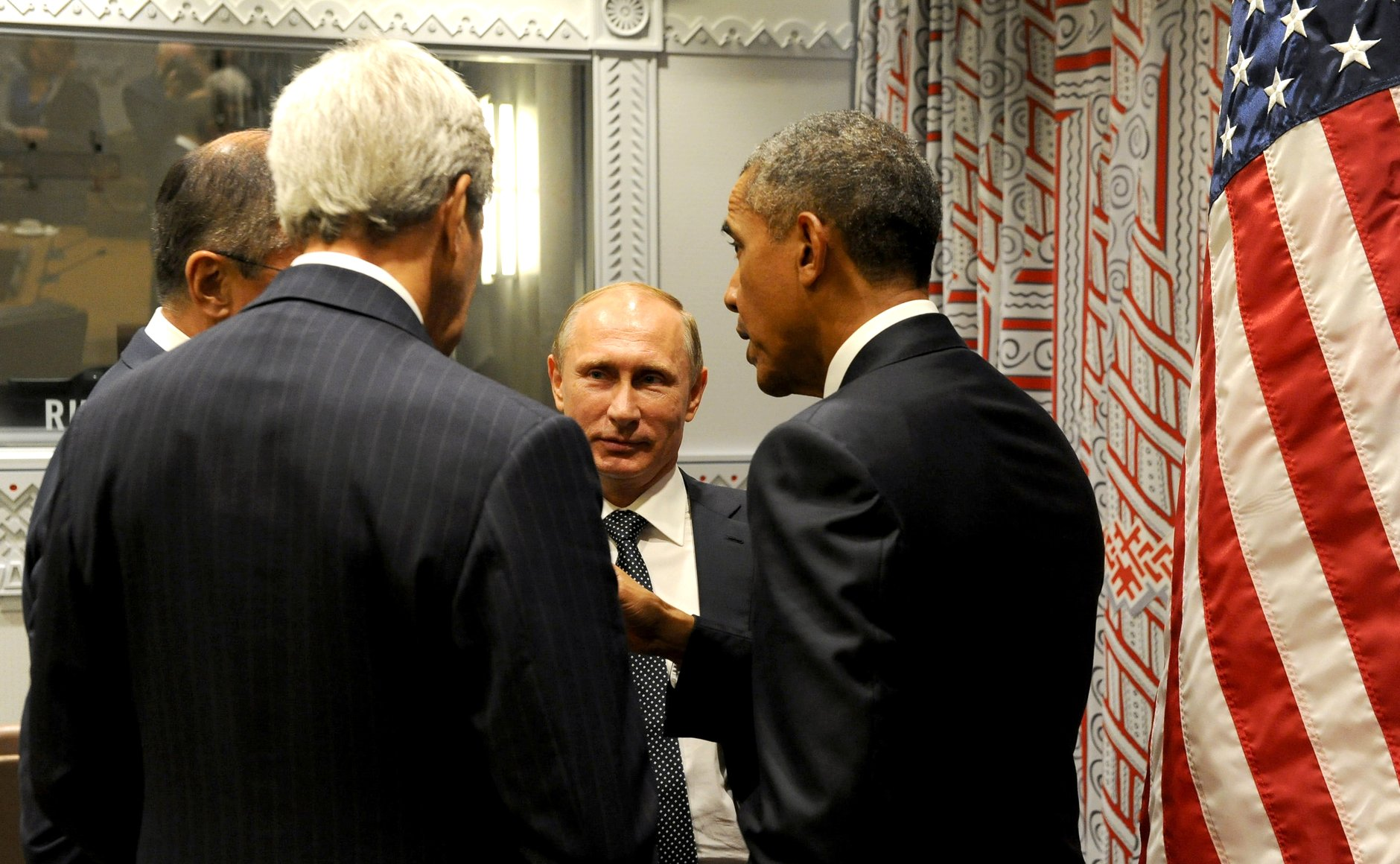
باراك أوباما خِلال اجتماعهِ معَ فلاديمير بوتين لمناقشة الملف السوري في 29 سبتمبر 2015

ابتداءً من شهر سبتمبر عام 2015؛ كثفت روسيا وجودها العسكري في سوريا حيثُ نشرت 12 طائرة من نوع سوخوي سو-25 ونفس العدد منَ الطائرات بالنسبة لطراز سوخوي سو-24 بالإضافة إلى طائرات حربيّة من نوع سوخوي سو-34 و4 من نوع سوخوي سو-30 ومُقاتلة متعددة المهام من طراز سوخوي سو-30 ثمّ 15 طائرة هليكوبتر (بما في ذلك طائرات الهليكوبتر الهجومية من قبيل ميل مي-24). تمّ تجميعُ كل هذهِ الطائرات والمُقاتِلات تقريبًا في مطار باسل الأسد الدولي بالقرب من اللاذقية،  وقد تمّ حِمايتها من قبل اثنين على الأقل أو ربما ثلاثة من أنظمة بانتسير-اس1 أرض-جو وأنظمة أخرى مضادة للطائرات كما اعُتمدَ على طائرات مسيرة غير مسلحة شبيهة بإم كيو-1 بريداتور الأمريكية. بالإضافة إلى كل هذا العدد من الطائرات على المُستوى الجوي فقد أدخلت روسيا ست دبابات من نوع تي-90 و15 قطعة مدفعية و35 ناقلة جند مدرعة و200 جندي من مشاة البحرية (مع مرافق سكنية لـ 1500 فرد)؛ كما تم رصد قاذفات صواريخ متعددة من طراز بي إم-30 سميرتش بالقرب من اللاذقية أيضًا.
في 30 سبتمبر 2015؛ طلبَ الرئيس الروسي فلاديمير بوتين إذنًا من مجلس الاتحاد في الجمعيّة الاتحادية بنشرِ بعض الجنود من الجيش الروسي في سوريا. وافقَ المجلسُ في نفس اليوم على طلب تدخل الجيش الروسي في سوريا بدعوى «محاربة الجماعات الإرهابية» وعلى رأسها تنظيم الدولة الإسلامية. مُنح الإذن بعد التصويت بالإجماع؛ مع التشديد على استخدام القوات الجوية في العمليات القِتاليّة بدلَ القُوات البرية. في السياق ذاتهِ ذكرت وسائل الإعلام الروسية أن الرئيس السوري بشار الأسد طلبَ شخصيًا من روسيا التدخل ومُساعدته عسكريًا.
بحلول 30 سبتمبر من نفسِ العام شنّت روسيا أولى غاراتها الجوية على أهداف في الرستن، تلبيسة والزعفرانية في محافظة حمص في سوريا. جديرٌ بالذكرِ هنا أنّ الاتحاد الروسي قد أخطر الولايات المتحدة مسبقًا بعملياته هذه. في تلكَ الفترة؛ كانت تُعتبر منطقة حمص منطقة غاية في الأهمية باعتبار أن سيطرة النظام عليها تعني بشكلٍ مباشر فرضَ سيطرته على الغرب السوري فيما لو نجحت المُعارضة في ضمّها لها والحفاظ عليها فيعني هذا كسرًا لخطوط القوات النظاميّة والاقتراب شيئًا فشيئًا من سواحل اللاذقية حيث تتمركز الطائرات الروسية وحيثُ يتواجد مرفأ طرطوس الخاضع لسيطرةِ موسكو.
قالَ المتحدث باسم وزارة الدفاع الروسية في الأول من أكتوبر إن روسيا قد نشرت أكثر من 50 طائرة (بما في ذلك مُقاتِلات سوخوي سو-34) في سوريا وَأضاف: «تم نشر المجموعة الجوية في مهلة قصيرة جدًا. تمكنا من القيام بذلك؛ حيث أن معظم العتاد والذخيرة كانت موجودة بالفعل في مستودعاتنا في طرطوس. كان علينا فقط نقل طائراتنا وتقديم بعض المعدات.» في نهاية كانون الأول/ديسمبر 2015؛ اعترفَ كبار المسؤولين الأمريكيين سرًا بأن روسيا حققت هدفها الرئيسي المتمثل في تحقيق الاستقرار لحكومة الأسد ومنعها من السقوط وبتكاليف منخفضة نسبيًا مع حدٍ أدنى من الخسائر. في شباط/فبراير 2016؛ قالَ السفير الروسي في سوريا إن جزءًا من شحنات الأسلحة الروسية إلى الحكومة السورية كان بلا مقابل أو بشروط ميسرة.

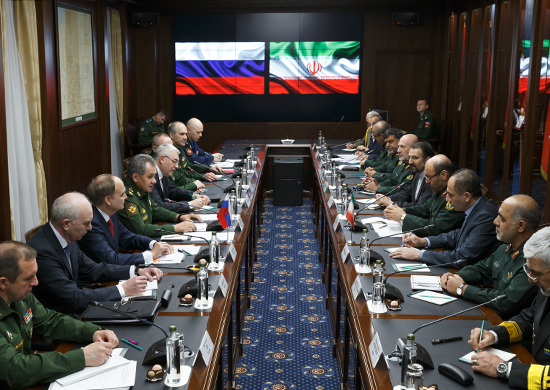
وزير الدفاع الروسي سيرجي شويغو مع وزير الدفاع الإيراني حسين دهقان في 16 شباط/فبراير 2016

### دور المُرتزَقة
من الناحية الرسمية فإنّ مشاركة روسيا في سوريا «تقتصرُ» على الغارات الجويّة معَ وجود عددٍ قليلٍ نوعًا ما من القوات الخاصة وقوات الدعم على الأرض؛ ومع ذلك نشرت رويترز في نوفمبر 2016 تقريراً تضمن أدلة على أن القوات الروسية تلعب دوراً أكبر في القتال البري من خلال توظيف مرتزقة تم تجنيدهم عبرَ وكالات خاصة مسجلة في الولايات القضائية الأجنبية. ووفقًا لذاتِ التقرير فإنه وعلى الرغم من وضعها غير الرسمي فقد عملت هذه القوات بالتنسيق مع الجيش الروسي النظامي وساعدت قوات الأسد في حروبه على أرض الواقع. تُقول رويترز أيضًا إن المقاولين الروس الذين يقاتلون في سوريا يحصلون على 6500 دولار شهريًا. في المُقابل؛ تقولُ وسائل الإعلام الروسية إنّ المقاتلون الروس قد انخرطوا في القتال في سوريا قبل بدء التدخل الروسي الرسمي في سبتمبر 2015، ووفقًا لمسؤول في وكالة إنفاذ القانون الأوكرانية فقد تم نشر ما لا يقل عن 1700 مرتزق روسي في سوريا؛ عددٌ منهم سبقَ لهم وأن عملوا سابقًا في أوكرانيا.

## الخسائر
قُتلَ العديد من الجنود الروس خلال الحرب؛ ويُقدّر المسؤولون الروس أنه اعتبارًا من يناير 2019؛ قُتل 112 جنديًا وذلكَ منذ إرسال القوات للقتال في سوريا في عام 2015 لكنّ بي بي سي ترى أن عدد القتلى يتجاوزُ الـ 175 حالة من 2015 حتّى نهاية 2018. معَ بدايةِ عام 2019؛ اتُهمت القوات المسلحة الروسية بالتستر على وفاة أحد جنودها ويتعلّق الأمر بالرقيب أندرانيك أروستاميان. ومع ذلك فقد دافعت عائلة أروستاميان عن الجيش وقالت إنها أُبلغت بوفاته.

## ردود الفعل

### محليًا
في أيار/مايو 2012؛ أعلنت الكنيسة الروسية الأرثوذكسية والبطريرك كيريل الأول عن دعمهما لما تقومُ به روسيا في سوريا، كمَا ألمحت قيادة الكنيسة إلى التهديد المحتمل للمسيحيين في سوريا والذين يشكلونَ حوالي 10% من سكان البلاد. نفس الأمر فعلهُ المُفتي طلعت تاج الدين حينما علّق في سبتمبر 2015 بالقول: «حن نؤيد بالكامل استخدام فرقة من القوات المسلحة الروسية في المعركة ضد «الإرهاب الدولي».» وفي نوفمبر من نفسِ العام ادعى تاج الدين علنًا أنه اقترحَ على فلاديمير بوتين «ضمّ سوريا». في أوائل كانون الثاني/يناير 2016؛ أيّد البطريرك كيريل علانية العملية العسكرية الروسية في سوريا قائلاً إن الحملة في ذاك «البلد الجار» هي بمثابةِ «الدفاع عن الوطن».

### دُوليًا

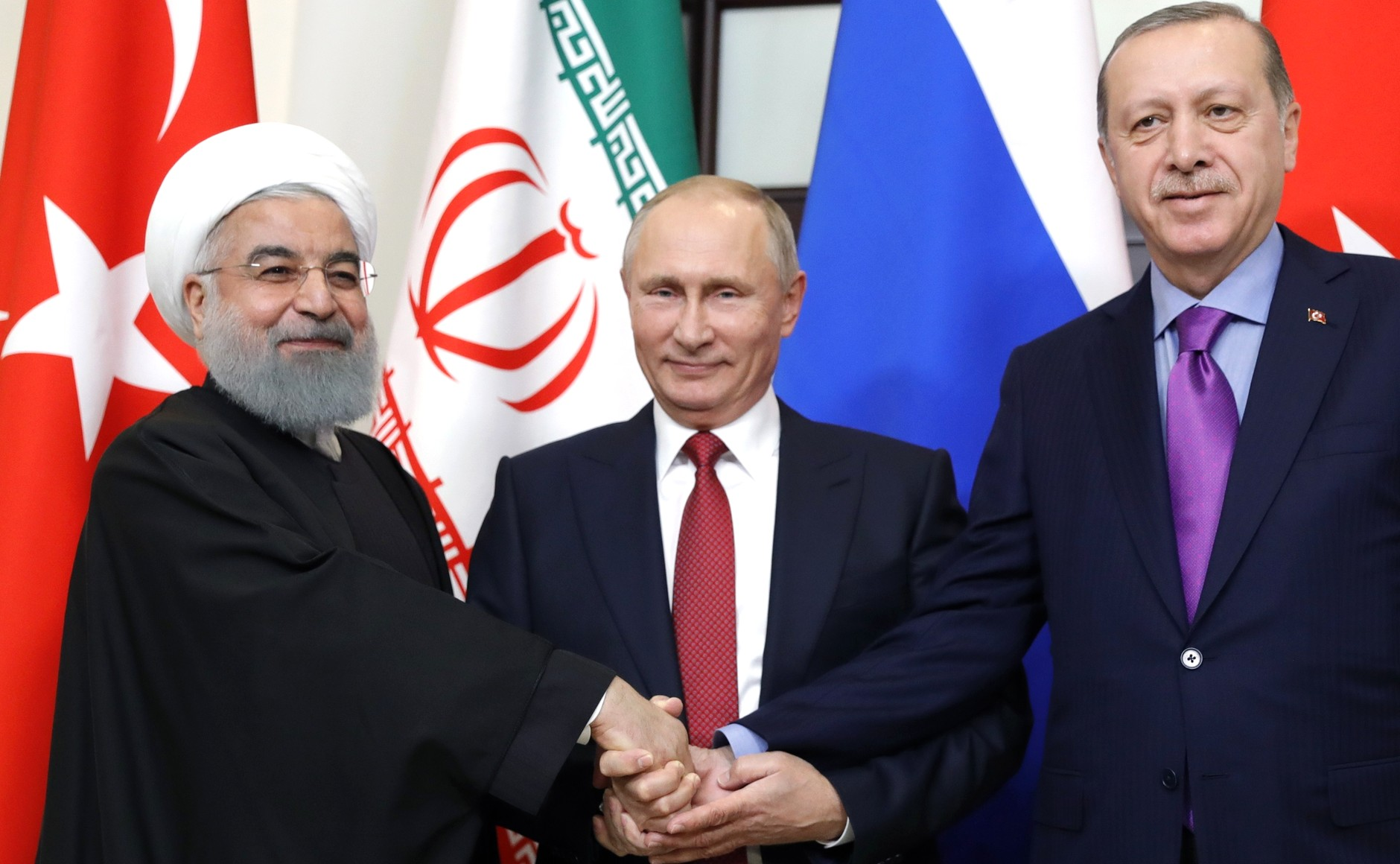
فلاديمير بوتين رُفقةَ حسن روحاني ورجب طيب أردوغان في روسيا عام 2017

بحلول يناير/كانون الثاني 2012؛ انتقدت هيومن رايتس ووتش روسيا لما سمّتهُ «تكرار أخطاء الحكومات الغربية خلال الربيع العربي من خلال الاستمرار في دعم حليف استبدادي طويل الأمد [قاصدةً بذلك الأسد] الذي أعربَ شعبه بوضوح عن الرغبة في التغيير الديمقراطي.» كما اتهمت عديدُ منظمات حقوق الإنسان روسيا باستخدام بانتقاءِ التقارير لدعم موقف أحادي الجانب بشأن سوريا. من جِهة أخرى قالَ السفير البريطاني السابق لدى روسيا من 2004 إلى 2008 توني برينتون في نيسان/أبريل 2012 أن روسيا تبحثُ في سوريا عن أول فرصة لها منذ الحرب الباردة لتعزيز قدراتها خارجَ حُدودها.
على مُستوى الصحف والجرائد فقد كتبت نيويورك تايمز مقالًا تحليليًا ذكرت فيه أنّ كلما تلقى الثوارُ المناهضين للحكومة إمدادات وفيرة من الصواريخ المضادة للدبابات كلما قامت روسيا بشنّ عددٍ أكبر منَ الغارات الجوية على خصوم الحكومة مما أدى إلى توسيع نطاق الحرب. وأضافت أنّ الأهداف المُشتركة أحيانًا والمُتناقضة في غالبًا إلى جانبِ تصلّب المواقف السياسية كادَ أن يحوّل الصراعَ في سوريا إلى حربٍ شاملةٍ بالوكالة بين الولايات المتحدة وروسيا. في عام 2016؛ أعرب الصحفي الحائز على جائزة بوليتزر سيمور هيرش عن الرأي القائل بأن الحملة العسكرية الروسية ضد الجماعات المسلحة في سوريا كانت «جيدة جدًا» وأكثر فاعلية من الحملات التي تقودها الولايات المتحدة مُوضحًا روسيا بما وصفهُ «عمل جيد بالفعل.»
- الولايات المتحدة: طالب التحالف الذي تقودهُ الولايات المتحدة والذي يشن غاراته الجوية ضد داعش روسيا بالكف عن مهاجمة أهداف أخرى بخلافِ داعش حيثُ قال: «ندعو الاتحاد الروسي إلى الكف فوراً عن شن هجماته على المعارضة السورية والمدنيين وتركيز جهوده على محاربة داعش.[146]» كما اعترض على مشاركة الأسد في تبادل المعلومات الاستخباراتية.[147] فيمّا قالَ ستيفن وارن المُتحدث باسمِ التحالف: «لا ندعم وجود مسؤولين حكوميين سوريين يشكلون جزءاً من النظام الذي قتلَ مواطنيهِ بوحشيّة.[147]»
- المملكة المتحدة: علّق رئيس وزراء المملكة المُتحدة ديفيد كاميرون بالقول: «إنهم [في إشارة لروسيا] يدعمون الجزار الأسد ، وهو خطأ فادح لهم وللعالم.[146][148]»